# Малезија на Светском првенству у атлетици на отвореном 2023.
Малезија је учествовала  на 19. Светском првенству у атлетици на отвореном 2023. одржаном у Будимпешти од 19. до 27. августа деветнаести пут, односно, учествовала је на свим првенствима до данас. Репрезентацију Малезије представљао је 1 такмичар  који се такмичио у трци на 100 метара. , 
На овом првенству такмичар Малезије није освојио ниједну медаљу нити је остварио неки резултат. 

## Учесници
Мушкарци : 
- Мухд Азим Фахми — 100 м

## Резултати

### Мушкарци
| Атлетичар       | Дисциплина | Лични рекорд | Предтакмичење | Предтакмичење | Квалификације | Квалификације | Полуфинале           | Полуфинале           | Финале               | Финале       | Детаљи |
| Атлетичар       | Дисциплина | Лични рекорд | Резултат      | Место         | Резултат      | Место         | Резултат             | Место                | Резултат             | Место        | Детаљи |
| --------------- | ---------- | ------------ | ------------- | ------------- | ------------- | ------------- | -------------------- | -------------------- | -------------------- | ------------ | ------ |
| Мухд Азим Фахми | 100 м      | 10,09        | 10,24         | 1. у гр. 2    | 10,26(.259)   | 7. у гр. 4    | Није се квалификовао | Није се квалификовао | Није се квалификовао | 39 / 71 (75) |        |